# Rhizosmilia
Rhizosmilia is een geslacht van neteldieren uit de klasse van de Anthozoa (bloemdieren).

## Soorten
- Rhizosmilia elata Cairns & Zibrowius, 1997
- Rhizosmilia gerdae Cairns, 1978
- Rhizosmilia maculata (Pourtalès, 1874)
- Rhizosmilia multipalifera Cairns, 1998
- Rhizosmilia robusta Cairns in Cairns & Keller, 1993
- Rhizosmilia sagamiensis (Eguchi, 1968)